# Clearwatersjön
Clearwater Lake är en sjö i British Columbia, Kanada. Sjön ligger i nationalparken Wells Gray, ett område med ett flertal vattenfall. Ospreyfallen och Stictafallen ligger vid sjöns södra ände. Clearwater Lake är omgiven av berg och andra sjöar. Clearwater Lake har förbindelser med flera sjöar i närheten. Några av de är Azure Lake och Mahood Lake
Sjön bildades vid ett mindre vulkanutbrott under istiden.